# Morti il 14 ottobre
| Questa pagina contiene informazioni ricavate automaticamente dalle voci biografiche con l'ausilio del template Bio e di un bot. L'aggiornamento è periodico e automatico e ricostruisce completamente la pagina. Se manca una persona in questa lista, sei pregato di non aggiungerla, ma accertati piuttosto che la sua voce biografica contenga il template Bio e che i dati anagrafici siano correttamente compilati. Se il template Bio manca, inseriscilo tu stesso o, in alternativa, metti l'avviso {{tmp\|Bio}} che ne segnala la mancanza. Se i dati riportati sono sbagliati, correggi direttamente la voce biografica; le modifiche saranno visibili in questa lista entro pochi giorni. Per chiarimenti vedi il progetto biografie. La lista contiene solo le 478 persone che sono citate nell'enciclopedia e per le quali è stato implementato correttamente il template Bio. Pagina aggiornata al 17 ago 2025. |

## IV secolo(1)
- 360 - Gaudenzio di Rimini, vescovo e santo italiano

## VI secolo(1)
- 530 - Dioscoro

## IX secolo(2)
- 859 - Liupram di Salisburgo, arcivescovo tedesco
- 892 - Al-Mu'tamid, califfo

## XI secolo(9)
- 1047 - Enrico II di Lussemburgo, conte
- 1060 - Domenico Loricato, presbitero italiano
- 1063 - Cynan ap Iago, nobile gallese (n. 1014)
- 1066 - Aroldo II d'Inghilterra, sovrano anglosassone
- 1066 - Gyrth Godwinson, nobile anglosassone
- 1066 - Leofwine Godwinson, generale inglese
- 1077 - Andronico Ducas, generale bizantino
- 1080 - Parascheva di Iaşi, religiosa bizantina (n. 1010)
- 1092 - Nizam al-Mulk, scrittore persiano (n. 1018)

## XII secolo(6)
- 1131 - Elia II bar Muqli, vescovo cristiano orientale siro
- 1152 - Raul I di Vermandois, nobile franco (n. 1085)
- 1172 - Ludovico II di Turingia, nobile tedesco (n. 1128)
- 1177 - Aimerico Manrique de Lara, nobile spagnolo (n. 1152)
- 1189 - Fujiwara no Yasuhira, militare giapponese (n. 1155)
- 1197 - Ermengarda di Narbona, trobairitz francese

## XIII secolo(5)
- 1213 - Geoffrey FitzPeter, I conte di Essex, politico britannico (n. 1162)
- 1217 - Isabella di Gloucester, nobile britannica
- 1256 - Kujō Yoritsugu, militare giapponese (n. 1239)
- 1257 - Leone da Perego, arcivescovo cattolico italiano
- 1299 - Giovanni II di Meclemburgo, principe (n. 1250)

## XIV secolo(4)
- 1310 - Bianca di Napoli, regina (n. 1280)
- 1317 - Malatestino I Malatesta, condottiero italiano
- 1318 - Edward Bruce, condottiero scozzese
- 1362 - Ugolino Gonzaga, condottiero italiano (n. 1320)

## XV secolo(3)
- 1437 - Simon di Utrecht, marinaio olandese
- 1442 - Matteo Ronto, poeta e latinista italiano
- 1479 - Margherita di Baviera, principessa (n. 1442)

## XVI secolo(10)
- 1502 - Diego Hurtado de Mendoza y Quiñones, cardinale e patriarca cattolico spagnolo (n. 1444)
- 1520 - Gaspar Ponz, vescovo spagnolo
- 1536 - Garcilaso de la Vega, scrittore spagnolo
- 1559 - Isabella Villamarina, letterata e nobile italiana (n. 1503)
- 1566 - Giacomo Gastaldi, cartografo italiano (n. 1500)
- 1568 - Jacques Arcadelt, compositore fiammingo (n. 1507)
- 1572 - Stefano Magno, storico italiano (n. 1499)
- 1572 - Girolamo Zane, ammiraglio italiano
- 1577 - Françoise di Brézé, nobildonna francese (n. 1515)
- 1595 - Owen Lewis, vescovo cattolico e diplomatico gallese (n. 1533)

## XVII secolo(17)
- 1602 - Matsuura Hisanobu, militare giapponese (n. 1571)
- 1610 - Amago Yoshihisa, militare giapponese (n. 1540)
- 1617 - Isaac Arnauld, funzionario francese (n. 1566)
- 1619 - Samuel Daniel, poeta inglese (n. 1562)
- 1631 - Manuel Esteban Muniera, vescovo cattolico spagnolo (n. 1568)
- 1631 - Sofia di Meclemburgo-Güstrow, regina (n. 1557)
- 1632 - Francesco II di Lorena, duca francese (n. 1572)
- 1638 - Gabriello Chiabrera, poeta e drammaturgo italiano (n. 1552)
- 1645 - Orazio Giovan Battista Ravaschieri, nobile italiano
- 1656 - Pierfrancesco Scarampi, religioso italiano (n. 1596)
- 1658 - Francesco I d'Este, nobile italiano (n. 1610)
- 1669 - Antonio Cesti, compositore italiano (n. 1623)
- 1677 - Francis Glisson, fisiologo e anatomista inglese (n. 1599)
- 1687 - Sarı Süleyman Pascià, militare ottomano
- 1688 - Joachim von Sandrart, pittore, storico dell'arte e traduttore tedesco (n. 1606)
- 1689 - Adolfo Giovanni I del Palatinato-Zweibrücken-Kleeburg, militare svedese (n. 1629)
- 1696 - Dionisio III di Costantinopoli, arcivescovo ortodosso greco (n. 1615)

## XVIII secolo(25)
- 1702 - Francesco Antonio di Hohenzollern-Haigerloch, conte tedesco (n. 1657)
- 1703 - Thomas Kingo, vescovo luterano danese (n. 1634)
- 1704 - Carlo Giuseppe del Liechtenstein, principe austriaco (n. 1684)
- 1709 - Guglielmo Ludovico di Anhalt-Harzgerode, nobile tedesco (n. 1643)
- 1719 - Arnold Houbraken, pittore e scrittore olandese (n. 1660)
- 1721 - Barthold Feind, librettista, poeta e scrittore tedesco (n. 1678)
- 1729 - Armande Félice de La Porte Mazarin, nobildonna francese (n. 1691)
- 1733 - Pier Francesco Cavazza, pittore e collezionista d'arte italiano (n. 1677)
- 1733 - Pietro Pariati, librettista e poeta italiano (n. 1665)
- 1743 - Francesco Giuseppe Arborio di Gattinara, arcivescovo cattolico italiano (n. 1658)
- 1758 - Federico Francesco di Brunswick-Wolfenbüttel, generale tedesco (n. 1732)
- 1758 - Domenico Gizzi, compositore e cantante castrato italiano (n. 1680)
- 1758 - Guglielmina di Prussia, prussiana (n. 1709)
- 1758 - James Francis Edward Keith, generale scozzese (n. 1696)
- 1771 - František Xaver Brixi, compositore e organista ceco (n. 1732)
- 1771 - John Gill, teologo britannico (n. 1697)
- 1775 - Gilles Joubert, ebanista francese (n. 1689)
- 1787 - Maria Pellegrina Amoretti, giurista italiana (n. 1756)
- 1788 - William Courtenay, VIII conte di Devon, nobile inglese (n. 1742)
- 1792 - Sophie Charlotte Ackermann, attrice teatrale tedesca (n. 1714)
- 1794 - Cristiano Günther III di Schwarzburg-Sondershausen, principe (n. 1736)
- 1798 - Michel Chartier de Lotbinière, ingegnere e militare francese (n. 1723)
- 1799 - Felice Mastrangelo, patriota italiano (n. 1773)
- 1799 - Nicola Palomba, presbitero, patriota e politico italiano (n. 1746)
- 1800 - Girolamo Dal Pozzo, architetto italiano (n. 1718)

## XIX secolo(49)
- 1803 - Aimé Argand, inventore e chimico svizzero (n. 1750)
- 1805 - Fra Felice da Sambuca, pittore e presbitero italiano (n. 1734)
- 1809 - Gavriil Ivanovič Davydov, navigatore russo (n. 1784)
- 1816 - George Madison, politico e militare statunitense (n. 1763)
- 1817 - Vitangelo Bisceglia, botanico e agronomo italiano (n. 1749)
- 1817 - Fëdor Fëdorovič Ušakov, ammiraglio russo (n. 1745)
- 1825 - Georg Christian Knapp, teologo tedesco (n. 1753)
- 1831 - Henri François Marie Charpentier, generale francese (n. 1769)
- 1831 - Jean-Louis Pons, astronomo francese (n. 1761)
- 1832 - Heinrich Meyer, pittore e critico d'arte svizzero (n. 1760)
- 1832 - Elena Nikitična Trubeckaja, nobildonna russa (n. 1745)
- 1835 - María Tomasa de Palafox, pittrice spagnola (n. 1780)
- 1837 - Luigi Frezza, cardinale e arcivescovo cattolico italiano (n. 1783)
- 1839 - Joseph de Croÿ d'Havré, politico e ufficiale francese (n. 1744)
- 1848 - Girolamo Pignatelli, generale italiano (n. 1773)
- 1849 - Gabriele Laureani, presbitero, letterato e bibliotecario italiano (n. 1788)
- 1856 - Johann Kaspar Mertz, chitarrista e compositore slovacco (n. 1806)
- 1857 - Elena Ivanovna Andrejanova, ballerina russa (n. 1819)
- 1857 - Johan Christian Dahl, pittore norvegese (n. 1788)
- 1861 - Telesforo Cattoni, patriota e avvocato italiano (n. 1841)
- 1863 - Antonio Brignole Sale, politico e diplomatico italiano (n. 1786)
- 1864 - Paul Scudo, critico musicale e musicologo francese (n. 1806)
- 1867 - Charles de Livry, drammaturgo francese (n. 1802)
- 1870 - Antonio Cozzolino, brigante italiano (n. 1824)
- 1870 - Andrew Henry, militare britannico (n. 1823)
- 1871 - Niccolò Vecchietti, latinista, scrittore e poeta italiano (n. 1801)
- 1872 - Alberto di Prussia, principe e generale prussiano (n. 1809)
- 1876 - Louis Nicolas Lemasle, pittore francese (n. 1788)
- 1877 - Giovanni Adorni, letterato, scrittore e storico italiano (n. 1806)
- 1879 - Ferdinand Kürnberger, scrittore austriaco (n. 1821)
- 1880 - Charles-Ernest-Édouard Hardy de La Largére, generale francese (n. 1802)
- 1880 - Bartolomeo Pacca il Giovane, cardinale italiano (n. 1817)
- 1880 - Victorio, condottiero nativo americano (n. 1825)
- 1880 - Pietro Ercole Visconti, archeologo italiano (n. 1802)
- 1881 - Paolo Aleotti, scultore italiano (n. 1813)
- 1881 - Luigi Tatti, ingegnere, architetto e teorico dell'architettura italiano (n. 1808)
- 1882 - Carlo de Falco, pittore italiano (n. 1798)
- 1883 - Adolphe Martial-Potémont, pittore e incisore francese (n. 1827)
- 1884 - Ramón Allende Padin, medico e politico cileno (n. 1845)
- 1884 - Federico Guglielmo d'Assia-Kassel, principe (n. 1820)
- 1885 - Michele Pironti, politico e patriota italiano (n. 1814)
- 1890 - Reuben Davis, politico statunitense (n. 1813)
- 1892 - Peter Nicolai Arbo, pittore norvegese (n. 1831)
- 1893 - Henri Fouquet, architetto belga (n. 1825)
- 1895 - Robert Kingsford, calciatore inglese (n. 1849)
- 1897 - Ernesto Mazzella, arcivescovo cattolico italiano (n. 1833)
- 1899 - Romualdo Bonfadini, giornalista, politico e magistrato italiano (n. 1831)
- 1900 - Luciano Bucci, vescovo cattolico e francescano italiano (n. 1842)
- 1900 - Costantino Crisci, politico italiano (n. 1813)

## XX secolo(224)
- 1903 - Pietro Gamba, avvocato, magistrato e politico italiano (n. 1849)
- 1903 - Henry Laurens Mitchell, politico statunitense (n. 1831)
- 1903 - Giuseppe Turco, paroliere e giornalista italiano (n. 1846)
- 1904 - Léon-Gustave Ravanne, pittore e fotografo francese (n. 1854)
- 1905 - Luciano Nicoletti, italiano (n. 1851)
- 1905 - John Thomas, fotografo gallese (n. 1838)
- 1908 - Paul Christoph Hennings, botanico e micologo tedesco (n. 1841)
- 1910 - Rudolf Lindau, diplomatico e letterato tedesco (n. 1829)
- 1910 - Georges Mathias, compositore, pianista e insegnante francese (n. 1826)
- 1910 - Sydney Ringer, fisiologo e farmacologo inglese (n. 1835)
- 1910 - Pavel Petrovič Ukhtomskij, ammiraglio russo (n. 1848)
- 1910 - Joseph Wells, crickettista inglese (n. 1828)
- 1913 - Ferdinand Rüegg, vescovo cattolico svizzero (n. 1847)
- 1914 - Cesidio Gentile, poeta italiano (n. 1847)
- 1916 - Antonio Gioppi, militare italiano (n. 1863)
- 1920 - Giovanni Orcel, sindacalista italiano (n. 1887)
- 1923 - Marcellus Emants, scrittore olandese (n. 1848)
- 1925 - Eugen Sandow, culturista e atleta di forza tedesco (n. 1867)
- 1926 - Florentino Álvarez Mesa, scrittore e politico spagnolo (n. 1846)
- 1926 - Luigi Broggi, architetto e urbanista italiano (n. 1851)
- 1927 - Enrico XXIV di Reuss-Greiz, principe tedesco (n. 1878)
- 1927 - Pantelej Kiselov, generale bulgaro (n. 1863)
- 1929 - Henri Berger, compositore prussiano (n. 1844)
- 1929 - Shtjefën Kostantin Gjeçov, religioso kosovaro (n. 1874)
- 1930 - Luigi Gaudenzi, pittore italiano (n. 1905)
- 1930 - Giovanni Grasso, attore italiano (n. 1873)
- 1930 - Heinrich Wilhelm Pelizaeus, banchiere tedesco (n. 1851)
- 1931 - Harry Mainhall, attore, regista e sceneggiatore statunitense (n. 1887)
- 1932 - Katherine Plunket, nobildonna, illustratrice e supercentenaria irlandese (n. 1820)
- 1933 - Nikolaj Nikolaevič Martos, generale russo (n. 1858)
- 1934 - Michail Vasil'evič Matjušin, musicista e pittore russo (n. 1861)
- 1934 - Friedrich Schultze, neurologo tedesco (n. 1848)
- 1934 - Arthur Schuster, fisico tedesco (n. 1851)
- 1934 - Leonid Vital'evič Sobinov, tenore russo (n. 1872)
- 1935 - Alf Jones, calciatore inglese (n. 1861)
- 1936 - Federico Anselmino, imprenditore e politico italiano (n. 1880)
- 1936 - Willem Hubert van Blijenburgh, schermidore olandese (n. 1881)
- 1936 - Rodolfo Carabelli, militare italiano (n. 1899)
- 1936 - Reinhard Goering, drammaturgo tedesco (n. 1887)
- 1936 - Max Suter, ciclista su strada e ciclocrossista svizzero (n. 1895)
- 1937 - Cataldo Schiralli, magistrato e politico italiano (n. 1851)
- 1937 - Mysterious Billy Smith, pugile canadese (n. 1871)
- 1938 - Ludwig Können-Horák, generale austro-ungarico (n. 1861)
- 1939 - Gunnar Helsengreen, attore, regista e sceneggiatore danese (n. 1880)
- 1939 - Alberto Romita, vescovo cattolico italiano (n. 1880)
- 1940 - Gino Arias, economista e politico italiano (n. 1879)
- 1940 - Romanework Haile Selassie, principessa etiope (n. 1913)
- 1940 - Diana Karenne, attrice, regista cinematografica e sceneggiatrice polacca (n. 1888)
- 1940 - Heinrich Kayser, fisico tedesco (n. 1853)
- 1940 - Charles Hesterman Merz, ingegnere britannico (n. 1874)
- 1940 - Helen Simpson, scrittrice, drammaturga e biografa australiana (n. 1897)
- 1941 - David Usher Barnwell, ufficiale e aviatore inglese (n. 1921)
- 1941 - Salvatore Distefano Noce, avvocato e politico italiano (n. 1850)
- 1941 - Arthur Holitscher, scrittore e giornalista tedesco (n. 1869)
- 1941 - Kaarlo Oksanen, calciatore finlandese (n. 1909)
- 1941 - Hjalmar Söderberg, scrittore svedese (n. 1869)
- 1942 - Andrea Ferretto, compositore e inventore italiano (n. 1864)
- 1942 - Cosmo Hamilton, commediografo e scrittore britannico (n. 1870)
- 1942 - Guido Visconti di Modrone, II duca di Grazzano Visconti, nobile e militare italiano (n. 1901)
- 1943 - Rudolf Beckmann, militare tedesco (n. 1910)
- 1943 - Saul Cernichovskij, poeta russo (n. 1875)
- 1943 - Siegfried Graetschus, militare tedesco (n. 1916)
- 1943 - Johann Niemann, militare tedesco (n. 1913)
- 1943 - Ernst Stengelin, militare tedesco (n. 1911)
- 1944 - Luigi Agosti, partigiano italiano (n. 1917)
- 1944 - Tadeusz Gebethner, calciatore, dirigente sportivo e partigiano polacco (n. 1897)
- 1944 - Andrea Gualandi, partigiano italiano (n. 1911)
- 1944 - Erwin Rommel, generale tedesco (n. 1891)
- 1944 - Wilhelm Schneckenburger, generale tedesco (n. 1891)
- 1945 - Otto Hönigschmid, chimico ceco (n. 1878)
- 1947 - Frank Heller, scrittore svedese (n. 1886)
- 1947 - André Liminana, calciatore francese (n. 1899)
- 1948 - Dale Fuller, attrice statunitense (n. 1885)
- 1948 - Maria di Meclemburgo-Strelitz, nobile tedesca (n. 1878)
- 1948 - Amedeo Perna, odontoiatra e politico italiano (n. 1875)
- 1948 - Ermete Zacconi, attore italiano (n. 1857)
- 1949 - Paul Ehrenberg, violinista e pittore tedesco
- 1949 - Fritz Reuter Leiber, attore statunitense (n. 1882)
- 1949 - Roman Lysko, presbitero ucraino (n. 1914)
- 1949 - Aaro Pajari, generale finlandese (n. 1897)
- 1949 - Oswald Schwarz, psicologo austriaco (n. 1883)
- 1950 - António Maria da Silva, politico portoghese (n. 1872)
- 1950 - Ernesto Vighi, scultore italiano (n. 1894)
- 1951 - Fosco Frizzi, partigiano e politico italiano (n. 1901)
- 1952 - George Campbell Peery, politico statunitense (n. 1873)
- 1952 - Jacques Mereno Pontremoli, mercante, antiquario e designer turco (n. 1886)
- 1952 - Francisco de Zela, cestista peruviano (n. 1928)
- 1953 - Everett Brown, attore statunitense (n. 1902)
- 1953 - Georg von und zu Franckenstein, diplomatico austriaco (n. 1878)
- 1953 - Ignazio Lodato, politico italiano (n. 1886)
- 1953 - Noëlle Roger, scrittrice svizzera (n. 1874)
- 1953 - Émile Sarrade, rugbista a 15 e tiratore di fune francese (n. 1877)
- 1953 - Kyūichi Tokuda, politico e avvocato giapponese (n. 1894)
- 1954 - Eugenio Trifari, ammiraglio italiano (n. 1860)
- 1956 - Jeanne d'Alcy, attrice francese (n. 1865)
- 1956 - Owen Davis, drammaturgo e sceneggiatore statunitense (n. 1874)
- 1956 - Margaret Joslin, attrice statunitense (n. 1883)
- 1957 - Felice Assennato, politico italiano (n. 1868)
- 1957 - Trentino Bui, calciatore italiano (n. 1915)
- 1958 - Ferenc Idrányi, schermidore ungherese (n. 1902)
- 1958 - Douglas Mawson, esploratore australiano (n. 1882)
- 1958 - Nikolaj Zabolockij, poeta, scrittore e traduttore russo (n. 1903)
- 1959 - Giordano Colaussi, calciatore italiano (n. 1911)
- 1959 - Errol Flynn, attore statunitense (n. 1909)
- 1959 - Giuseppe Palamà, matematico italiano (n. 1888)
- 1959 - Phetsarath Rattanavongsa, politico e patriota laotiano (n. 1890)
- 1960 - Magdeleine Boucherit Le Faure, pianista e compositrice francese (n. 1879)
- 1960 - Sigurd Hoel, scrittore norvegese (n. 1890)
- 1960 - Abram Ioffe, fisico russo (n. 1880)
- 1961 - Silvio Napoli, generale e aviatore italiano (n. 1902)
- 1961 - Paul Ramadier, politico francese (n. 1888)
- 1961 - Harriet Shaw Weaver, editrice, giornalista e attivista inglese (n. 1876)
- 1962 - Arthur Gouge, ingegnere britannico (n. 1890)
- 1962 - Irma Gramatica, attrice italiana (n. 1867)
- 1962 - Jacques Majorelle, pittore francese (n. 1886)
- 1965 - Bill Hogenson, velocista statunitense (n. 1884)
- 1965 - Randall Jarrell, poeta, saggista e scrittore statunitense (n. 1914)
- 1965 - Pasquale Platania, scultore italiano (n. 1892)
- 1966 - Ariodante Dalla, cantante italiano (n. 1919)
- 1966 - Douglas McWhirter, calciatore inglese (n. 1886)
- 1966 - Giorgio Simonelli, regista, sceneggiatore e critico cinematografico italiano (n. 1901)
- 1966 - Federico de Onís, scrittore e critico letterario spagnolo (n. 1885)
- 1967 - Marcel Aymé, scrittore francese (n. 1902)
- 1967 - Folke Kirkemo, calciatore norvegese (n. 1899)
- 1968 - Paul Shardlow, crickettista e calciatore inglese (n. 1943)
- 1969 - Arnie Herber, giocatore di football americano statunitense (n. 1910)
- 1969 - Ardeshir Irani, regista e produttore cinematografico indiano (n. 1886)
- 1969 - Giulio Pastore, sindacalista e politico italiano (n. 1902)
- 1970 - Horst von Usedom, generale tedesco (n. 1906)
- 1971 - Gioacchino Angelo, compositore e direttore d'orchestra italiano (n. 1899)
- 1971 - Samuel Spewack, drammaturgo, librettista e sceneggiatore russo (n. 1899)
- 1972 - Piero Lucano, pittore, architetto e scrittore italiano (n. 1878)
- 1973 - Edmund A. Chester, direttore artistico e giornalista statunitense (n. 1897)
- 1973 - Jean Mouroux, teologo francese (n. 1901)
- 1973 - Guido Tieghi, allenatore di calcio e calciatore italiano (n. 1925)
- 1973 - Vespasiano Trigona, nobile e dirigente sportivo italiano (n. 1898)
- 1974 - Fernando Bonatti, ginnasta italiano (n. 1894)
- 1974 - Səttar Bəhlulzadə, pittore azero (n. 1909)
- 1974 - Valeriano Cobbe, religioso, presbitero e missionario italiano (n. 1932)
- 1975 - Manuel López Llamosas, calciatore spagnolo (n. 1900)
- 1976 - Gáspár Borbás, calciatore ungherese (n. 1884)
- 1976 - Edith Evans, attrice britannica (n. 1888)
- 1977 - Bing Crosby, cantante, attore e comico statunitense (n. 1903)
- 1978 - Luigi Angrisani, politico e medico italiano (n. 1905)
- 1978 - Bolesław Filipiak, cardinale e arcivescovo cattolico polacco (n. 1901)
- 1978 - Vladimir Michajlovič Mjasiščev, ingegnere aeronautico sovietico (n. 1902)
- 1978 - Spasoje Nikolić, calciatore e allenatore di calcio jugoslavo (n. 1922)
- 1979 - Onorato Damen, politico italiano (n. 1893)
- 1980 - Louis Guilloux, scrittore e traduttore francese (n. 1899)
- 1980 - Francesco Pricolo, aviatore italiano (n. 1891)
- 1981 - Kurt Welsch, calciatore tedesco (n. 1917)
- 1982 - Virginia Fox, attrice statunitense (n. 1902)
- 1982 - Daniel Joseph Kelly O'Connell, sismologo, astronomo e gesuita irlandese (n. 1896)
- 1982 - Otto von Porat, pugile norvegese (n. 1903)
- 1983 - Paul Fix, attore statunitense (n. 1901)
- 1983 - Katherine Perry, attrice statunitense (n. 1897)
- 1983 - László Ranódy, regista ungherese (n. 1919)
- 1984 - Aroldo Bellini, scultore italiano (n. 1902)
- 1984 - Frederic Chapin Lane, storico statunitense (n. 1900)
- 1984 - Nino Piccinelli, compositore, scrittore e giornalista italiano (n. 1898)
- 1984 - Germana Pozzi Montandon, entomologa italiana (n. 1900)
- 1984 - Martin Ryle, astronomo britannico (n. 1918)
- 1984 - István Salusinszky, funzionario, manager e diplomatico ungherese (n. 1918)
- 1985 - Artur Dyson, calciatore portoghese (n. 1912)
- 1985 - Ėmil' Grigor'evič Gilel's, pianista sovietico (n. 1916)
- 1985 - Ludwig Landen, canoista tedesco (n. 1908)
- 1986 - Milovan Ćirić, allenatore di calcio e calciatore jugoslavo (n. 1918)
- 1986 - Umberto Delle Fave, politico italiano (n. 1912)
- 1986 - Jean Gautheroux, calciatore francese (n. 1909)
- 1986 - Spec O'Donnell, attore statunitense (n. 1911)
- 1986 - Barry Salvage, allenatore di calcio e calciatore inglese (n. 1948)
- 1986 - Keenan Wynn, attore statunitense (n. 1916)
- 1986 - Bilal Xhaferri, scrittore albanese (n. 1935)
- 1987 - Rodolfo Halffter, compositore e direttore d'orchestra spagnolo (n. 1900)
- 1987 - Giuseppe Moscato, giornalista e scrittore italiano (n. 1921)
- 1988 - Serafín Aedo, calciatore spagnolo (n. 1908)
- 1988 - Ricardo Alarcón, calciatore argentino (n. 1914)
- 1988 - Roberto Alarcón, calciatore argentino (n. 1924)
- 1988 - Carlo Augusto di Sassonia-Weimar-Eisenach, principe tedesco (n. 1912)
- 1988 - René Vietto, ciclista su strada francese (n. 1914)
- 1989 - Martin Broszat, storico tedesco (n. 1926)
- 1989 - Michael Carmine, attore statunitense (n. 1959)
- 1989 - Lucy Doraine, attrice e produttrice cinematografica ungherese (n. 1898)
- 1989 - Klavdija Majučaja, giavellottista sovietica (n. 1918)
- 1989 - Carlo Mussa Ivaldi Vercelli, fisico, politico e partigiano italiano (n. 1913)
- 1989 - René Petit, calciatore e ingegnere francese (n. 1899)
- 1989 - Jay Ward, fumettista e autore televisivo statunitense (n. 1920)
- 1990 - Cesare Benedetti, calciatore italiano (n. 1920)
- 1990 - Leonard Bernstein, direttore d'orchestra, compositore e pianista statunitense (n. 1918)
- 1990 - Leon Brown, cestista statunitense (n. 1919)
- 1990 - Carlo Guido Mor, storico italiano (n. 1903)
- 1990 - Irina Odoevceva, poetessa e romanziera russa (n. 1895)
- 1991 - Gianni Dova, pittore italiano (n. 1925)
- 1991 - Walter Elsasser, fisico e biologo tedesco (n. 1904)
- 1991 - Dave Neville, hockeista su ghiaccio canadese (n. 1908)
- 1991 - Bruno Rosettani, cantante e produttore discografico italiano (n. 1923)
- 1992 - William Waddell, allenatore di calcio e calciatore britannico (n. 1921)
- 1993 - Pietro Ceccarelli, attore e stuntman italiano (n. 1926)
- 1993 - Harald Hennum, calciatore norvegese (n. 1928)
- 1993 - Roy Hurley, cestista statunitense (n. 1922)
- 1993 - Paolo Mantovani, imprenditore e dirigente sportivo italiano (n. 1930)
- 1993 - Walter Newman, sceneggiatore statunitense (n. 1916)
- 1994 - Virgilio Audagna, scultore italiano (n. 1903)
- 1994 - Nachson Wachsman, militare israeliano (n. 1975)
- 1995 - Michele Fassio, operaio e sindacalista italiano (n. 1905)
- 1995 - William Fritz, velocista canadese (n. 1914)
- 1995 - Ellis Peters, scrittrice britannica (n. 1913)
- 1996 - Václav Hovorka, calciatore cecoslovacco (n. 1931)
- 1996 - Laura La Plante, attrice statunitense (n. 1904)
- 1996 - Vladimir Ščagin, pallavolista, allenatore di pallavolo e calciatore sovietico (n. 1917)
- 1997 - Hy Averback, regista e attore statunitense (n. 1920)
- 1997 - Franca Dominici, attrice e doppiatrice italiana (n. 1907)
- 1997 - Giacinto Genco, politico italiano (n. 1901)
- 1997 - Franco Petermann, calciatore italiano (n. 1915)
- 1997 - Harold Robbins, scrittore statunitense (n. 1916)
- 1997 - Francis Ryan, calciatore statunitense (n. 1908)
- 1998 - Edoardo Magri, pallanuotista maltese (n. 1908)
- 1998 - Giorgio Oberweger, discobolo e militare italiano (n. 1913)
- 1998 - Frankie Yankovic, musicista statunitense (n. 1915)
- 1999 - Lage Andersson, sollevatore svedese (n. 1920)
- 1999 - Vaclavs Borduško, calciatore lettone (n. 1914)
- 1999 - Julius Nyerere, politico tanzaniano (n. 1922)
- 1999 - Bruno Pontisso, ciclista su strada e pistard italiano (n. 1925)
- 2000 - Francesco Doccini, ciclista su strada italiano (n. 1914)

## XXI secolo(121)
- 2001 - Giorgio Cavedon, editore, fumettista e sceneggiatore italiano (n. 1930)
- 2001 - Willam Christensen, ballerino, coreografo e impresario teatrale statunitense (n. 1902)
- 2001 - David Lewis, filosofo statunitense (n. 1941)
- 2001 - Sergio Nanotti, hockeista su pista e allenatore di hockey su pista italiano (n. 1925)
- 2002 - Bill Green, politico statunitense (n. 1929)
- 2002 - David Mwanza, calciatore e giocatore di calcio a 5 zimbabwese (n. 1961)
- 2002 - Timothy Reuter, storico britannico (n. 1947)
- 2003 - Luigi Bongianino, vescovo cattolico italiano (n. 1919)
- 2003 - Gheorghe Constantinide, cestista rumeno (n. 1928)
- 2003 - Moktar Ould Daddah, politico mauritano (n. 1924)
- 2004 - Juan Francisco Fresno Larraín, cardinale e arcivescovo cattolico cileno (n. 1914)
- 2004 - Ivor Wood, animatore, regista e produttore televisivo britannico (n. 1932)
- 2005 - Louis Polonia, calciatore francese (n. 1935)
- 2005 - Elda Pucci, politica e pediatra italiana (n. 1928)
- 2006 - Jared Anderson, bassista statunitense (n. 1974)
- 2006 - Gigi Beccaria, cantante italiano (n. 1920)
- 2007 - Achille Accili, politico italiano (n. 1921)
- 2007 - Gaetano Ambrico, politico italiano (n. 1917)
- 2007 - Big Moe, rapper statunitense (n. 1974)
- 2007 - Raymond Pellegrin, attore francese (n. 1925)
- 2007 - Assunta Stacconi, attrice italiana (n. 1924)
- 2008 - Barrington J. Bayley, autore di fantascienza britannico (n. 1937)
- 2008 - Antonio Iannucci, arcivescovo cattolico italiano (n. 1914)
- 2008 - Alfeo Mizzau, politico italiano (n. 1926)
- 2008 - Pat Moss, pilota di rally inglese (n. 1934)
- 2008 - Kazys Petkevičius, cestista e allenatore di pallacanestro sovietico (n. 1926)
- 2009 - Lou Albano, statunitense (n. 1933)
- 2009 - Elio Fusco, rugbista a 15 e allenatore di rugby a 15 italiano (n. 1933)
- 2009 - Ranieri Galluzzo, calciatore italiano (n. 1925)
- 2009 - Roberto Piantoni, alpinista italiano (n. 1977)
- 2009 - Collin Wilcox, attrice statunitense (n. 1935)
- 2010 - Malcolm Allison, calciatore e allenatore di calcio inglese (n. 1927)
- 2010 - Carla Del Poggio, attrice italiana (n. 1925)
- 2010 - Simon MacCorkindale, attore britannico (n. 1952)
- 2010 - Benoît Mandelbrot, matematico polacco (n. 1924)
- 2010 - Carlos Quintanar, cestista e allenatore di pallacanestro messicano (n. 1939)
- 2010 - Hermann Scheer, politico tedesco (n. 1944)
- 2010 - Larry Siegfried, cestista e allenatore di pallacanestro statunitense (n. 1939)
- 2011 - Gioacchino Caracausi, sollevatore italiano (n. 1945)
- 2011 - Pierangelo Garegnani, economista italiano (n. 1930)
- 2011 - Laura Pollán, attivista e politica cubana (n. 1948)
- 2011 - Chuck Ruff, batterista statunitense (n. 1951)
- 2012 - Michael Asher, artista statunitense (n. 1943)
- 2012 - Alberto Caperna, giurista e magistrato italiano (n. 1951)
- 2012 - Lilli Greco, produttore discografico, compositore e musicista italiano (n. 1934)
- 2012 - Eddie Russo, pilota automobilistico statunitense (n. 1925)
- 2012 - Arlen Specter, politico e avvocato statunitense (n. 1930)
- 2012 - Odorico Leovigildo Sáiz Pérez, vescovo cattolico spagnolo (n. 1912)
- 2013 - Mario Cravedi, politico e partigiano italiano (n. 1928)
- 2013 - Carlo Maria Gramaccioli, mineralogista italiano (n. 1935)
- 2013 - Josef Majer, calciatore cecoslovacco (n. 1925)
- 2013 - Rolly Marchi, giornalista e scrittore italiano (n. 1921)
- 2014 - Marcello Argilli, giornalista e scrittore italiano (n. 1926)
- 2014 - Helmut Nordhaus, calciatore tedesco orientale (n. 1922)
- 2014 - Isaiah "Ikey" Owens, tastierista statunitense (n. 1974)
- 2014 - Elizabeth Peña, attrice statunitense (n. 1959)
- 2014 - Giuseppe Resta, politico e odontoiatra italiano (n. 1938)
- 2014 - Gianni Zanasi, giornalista e rugbista a 15 italiano (n. 1931)
- 2015 - Nurlan Balǵymbaev, politico kazako (n. 1947)
- 2015 - Robbie Braithwaite, calciatore nordirlandese (n. 1937)
- 2015 - Marianne Dickerson, maratoneta statunitense (n. 1960)
- 2015 - Mathieu Kérékou, militare e politico beninese (n. 1933)
- 2015 - Florența Mihai, tennista rumena (n. 1955)
- 2016 - Simon Benetton, scultore, pittore e poeta italiano (n. 1933)
- 2016 - Pierre Étaix, comico, attore e regista francese (n. 1928)
- 2016 - Massimo Griffo, scrittore, saggista e giornalista italiano (n. 1932)
- 2016 - Thom Jones, scrittore statunitense (n. 1945)
- 2016 - Aleksandr Vasil'evič Sëmin, calciatore sovietico (n. 1943)
- 2016 - Klym Ivanovyč Čurjumov, astronomo ucraino (n. 1937)
- 2017 - Francesco Cubeddu, cantante italiano (n. 1924)
- 2017 - Richard Wilbur, poeta statunitense (n. 1921)
- 2017 - Roger de Lageneste, pilota automobilistico francese (n. 1929)
- 2018 - Eduardo Arroyo, pittore spagnolo (n. 1937)
- 2018 - Enrique Baliño, cestista uruguaiano (n. 1928)
- 2018 - Hernando Bernal Duran, militare colombiano (n. 1919)
- 2018 - Milena Dravić, attrice serba (n. 1940)
- 2018 - Stepan Pučinjan, regista sovietico (n. 1927)
- 2018 - Mel Ramos, artista statunitense (n. 1935)
- 2018 - Bia Sarasini, giornalista italiana (n. 1949)
- 2019 - Harold Bloom, critico letterario e anglista statunitense (n. 1930)
- 2019 - Sulli, cantante, cantautrice e attrice sudcoreana (n. 1994)
- 2019 - Walter Da Pozzo, attore, drammaturgo e sceneggiatore italiano (n. 1964)
- 2019 - Mirosław Kalinowski, cestista polacco (n. 1949)
- 2019 - Renato Scrollavezza, liutaio italiano (n. 1927)
- 2020 - Cesarino Carpanelli, ciclista su strada italiano (n. 1942)
- 2020 - Gianfranco De Laurentiis, giornalista e conduttore televisivo italiano (n. 1939)
- 2020 - Fred Dean, giocatore di football americano statunitense (n. 1952)
- 2020 - Fabrizio Ferrigno, calciatore e dirigente sportivo italiano (n. 1973)
- 2020 - Rhonda Fleming, attrice e cantante statunitense (n. 1923)
- 2020 - Armando Herrera, cestista messicano (n. 1931)
- 2020 - Herbert Kretzmer, giornalista e paroliere sudafricano (n. 1925)
- 2020 - Kuniwo Nakamura, politico palauano (n. 1943)
- 2020 - Dario Razzi, magistrato italiano (n. 1951)
- 2020 - Ken Rice, giocatore di football americano statunitense (n. 1939)
- 2021 - Enrico De Lorenzo, bobbista italiano (n. 1933)
- 2021 - Lee Wan-koo, politico sudcoreano (n. 1950)
- 2021 - Al Ramsay, dirigente sportivo australiano (n. 1924)
- 2022 - Abu al Hasan al Hashimi al Qurashi, terrorista iracheno (n. 1980)
- 2022 - Alfredo Chiappori, disegnatore e scrittore italiano (n. 1943)
- 2022 - Stano Kropilák, cestista cecoslovacco (n. 1955)
- 2022 - Robbie Coltrane, attore e comico britannico (n. 1950)
- 2022 - Mariana Nicolesco, soprano rumeno (n. 1948)
- 2022 - Alexandros Nikolaidīs, taekwondoka greco (n. 1979)
- 2022 - César Nombela Cano, microbiologo spagnolo (n. 1946)
- 2022 - Kay Parker, attrice pornografica britannica (n. 1944)
- 2022 - Claudio Rapezzi, cardiologo italiano (n. 1951)
- 2022 - Roberto Vencato, velista italiano (n. 1952)
- 2022 - Ralf Wolter, attore tedesco (n. 1926)
- 2023 - Giancarlo Cantelmi, politico italiano (n. 1926)
- 2023 - Philippe Carles, giornalista, critico musicale e produttore discografico francese (n. 1941)
- 2023 - Gérard Coignot, nuotatore francese (n. 1936)
- 2023 - Rosetta Cutolo, mafiosa italiana (n. 1937)
- 2023 - Piper Laurie, attrice statunitense (n. 1932)
- 2023 - Dariush Mehrjui, regista, sceneggiatore e produttore cinematografico iraniano (n. 1939)
- 2023 - Ludovico Muratori, scenografo, pittore e orafo italiano (n. 1927)
- 2023 - Jean-Charles Thomas, vescovo cattolico francese (n. 1929)
- 2023 - Bill Turner, cestista statunitense (n. 1944)
- 2024 - Umberto Grano, pilota automobilistico italiano (n. 1940)
- 2024 - Domenico Rosati, politico, sindacalista e giornalista italiano (n. 1929)
- 2024 - Enzo Sartori, calciatore italiano (n. 1931)
- 2024 - Philip Zimbardo, psicologo statunitense (n. 1933)

## Senza anno specificato(1)
- Celeste di Metz, vescovo e santo francese